# وزارة الصحة والسكان (مصر)
وزارة الصحة والسكان، هي الوزارة المسؤولة عن توفير وإدارة وتطوير الخدمات الصحية المركزية في مصر. يتبع الوزارة مستشفيات وزارة الصحة التعليمية ومستشفيات أمانة المراكز الطبية المتخصصة ومستشفيات التأمين الصحي ومستشفيات المؤسسة العلاجية
ومستشفيات هيئة الرعاية بينما تتبع المستشفيات التعليمية الجامعية وزارة التعليم العالي وتتبع المستشفيات العامة والمستشفيات المركزية والمستشفيات النموذجية و(الوحدات الصحية/مكاتب الصحة/وحدات طب الأسرة/مراكز طب الأسرة/المراكز الحضرية) مديريات الشؤون الصحية بالمحافظات إلا ما يتم إلحاقه منها بوزارة الصحة بقرارات حكومية.

## نبذة تاريخية
أنشئت في يناير 1936 في أواخر عهد الملك فؤاد بصدور مرسوم ملكي بإنشاء وزارة الصحة العمومية على أساس مجموعة من المصالح العمومية مثل:
- مصلحة المستشفيات العامة
- مصلحة الصحة القروية
- مصلحة الحميات.

## مهام الوزارة
- رسم السياسة الصحية طبقا لسياسة الدولة.
- تخطيط الخدمات الصحية وتنظيم الأسرة طبقا لخطة التنمية.
- العمل على تسجيل البيانات الصحية وإجراء الدراسات الإحصائية والاقتصادية على أن يتم تحليل هذه البيانات واستخراج المعلومات اللازمة للتخطيط والمتابعة.
- توفير الخدمات الصحية المركزية بما فيها المعامل المركزية لشؤون الدواء والتسجيل وتدريب العاملين.
- مراقبة جودة الدواء.
- الإدارة الفعالة أثناء الأزمات الصحية.
- إدارة خدمات ومراكز الصحة.
- التنسيق بين الأنشطة الصحية على المستوى المحلي في جميع المحافظات وتطويرها.[2]

## الهيكل التنظيمي

### الهيئات والمؤسسات
- المؤسسة العلاجية.[4][5]
- الهيئة العامة للمستشفيات والمعاهد التعليمية[6]
- الهيئة العامة للتأمين الصحي[7][8]
- هيئة الإسعاف المصرية[9][10]
- الهيئة العامة للرعاية الصحية: هي الهيئة المسؤولة عن تقديم خدمات الرعاية الصحية في منظومة التأمين الصحي الشامل.[11][12]:الباب 2/الفصل 2/مادة 15

### القطاعات
قطاعات الوزارة:
- قطاع الرعاية الصحية الأساسية.
- قطاع الرعاية العلاجية:
  - المجالس الطبية المتخصصة: تقدم خدماتها للمواطنين الذين لا يتمتعون بمظلة تأمينية صحية عن طريق المجالس الطبية الفرعية بالمحافظات وعددها 27 مجلس طبي. كما تقدم خدمات العلاج علي نفقة الدولة بموجب القرارات الوزارية رقم 290 لسنة 2010 و206 لسنة 2011 من خلال عدد 250 مستشفي موزعة علي محافظات الجمهورية تشمل (جميع المستشفيات العامة ومستشفيات الحميات والصدر والرمد وأمانة المراكز المتخصصة).[14][15]
- قطاع الشؤون الوقائية والأمراض المتوطنة.
  - الإدارة المركزية للمعامل.
  - الإدارة المركزية للأمراض المتوطنة.
- قطاع السكان وتنظيم الأسرة.
- قطاع شئون الأقاليم الصحية.
- قطاع مكتب الوزير:
  - المركز القومي لمعلومات الصحة والسكان.
  - أمانة الصحة النفسية.
  - أمانة المراكز الطبية المتخصصة .
- قطاع الموارد البشرية والتنمية المستدامة:
  - المعهد القومي للتدريب.
  - الإدارة المركزية للبحوث والتنمية الصحية.

### شركات
- الشركة المصرية القابضة للمستحضرات الحيوية واللقاحات «فاكسيرا».[16]
- مركز البحوث الميدانية والتطبيقية.

## جهات صحية حكومية أخرى غير تابعة للوزارة

### المجالس
لا تتبع الهيكل التنظيمي للوزارة ولكن تشكل برئاسة وزير الصحة:
- المجلس الأعلى للرعاية العلاجية التأمينية.[17]
- المجلس القومي للطفولة والأمومة.[18][19][20]
- المجلس القومي للسكان (مصر).[21]
- المجلس القومي للصحة النفسية (مصر).[22]

### هيئات ومجالس صحية
- الهيئة العامة للاعتماد والرقابة الصحية (تتبع رئيس الجمهورية).[23][24]:مادة 26
- الهيئة القومية لسلامة الغذاء (تتبع رئيس الجمهورية).[25][26]:مادة 2
- الهيئة العامة للتأمين الصحي الشامل (تتبع رئيس مجلس الوزراء).[12]:باب 2/فصل 1/مادة 1
- الهيئة المصرية للشراء الموحد والإمداد والتموين الطبي وإدارة التكنولوجيا الطبية (تتبع رئيس مجلس الوزراء).[27]
- هيئة الدواء المصرية (تتبع رئيس مجلس الوزراء).[27][28]:مادة 14 حلت محل كلاَ من:
  - الهيئة القومية للرقابة والبحوث الدوائية (كانت تتبع وزير الصحة).[29]:مادة 1
  - الهيئة القومية للبحوث والرقابة على المستحضرات الحيوية (كانت تتبع وزير الصحة).[30]:مادة 1
- المجلس الصحي المصري (يتبع رئيس الجمهورية)[31]:مادة 2، مرافق مادة 1 حل محل كل من:
  - الهيئة المصرية للتدريب الإلزامي للأطباء (كانت تابعة لرئيس مجلس الوزراء).[32][33]:مادة 1
  - اللجنة العليا للتخصصات الطبية "الزمالة المصرية" (كان يرأسها وزير الصحة)[34]

### المستشفيات التعليمية الجامعية
تتبع وزير التعليم العالي والبحث العلمي 115 مستشفى ومعهد ومركز طبي ومنها:
- المعهد القومي للأورام.

### مستشفيات مديريات الشئون الصحية بالمحافظات
تتبع مستشفيات مديريات الشئون الصحية بالمحافظات المحافظين وتنقسم إلى:
- مستشفيات عامة: تضم التخصصات العامة والدقيقة وتعالج كل الأمراض.
- مستشفيات مركزية: تضم تخصصات الطب العام والجراحة العامة والاختصاصات الإضافية كالعيون والأنف والحنجرة وتوليد النساء.
- مستشفيات نموذجية.
- الوحدات الصحية/مكاتب الصحة/وحدات طب الأسرة/مراكز طب الأسرة/المراكز الحضرية).

### المستشفيات العسكرية (الدفاع والداخلية)
تقدم خدماتها للعسكريين مجاناً وللمدنيين بأسعار رمزية وتتمثل في كل من:
- ادارة الخدمات الطبية للقوات المسلحة: وهي إحدى الإدارات التابعة لهيئة الإمداد والتموين بالقوات المسلحة المصرية وهي المسؤولة عن المستشفيات والمراكز الطبية للقوات المسلحة.
- قطاع الخدمات الطبية بوزارة الداخلية.

### شركات أدوية
- الشركة القابضة للأدوية والكيماويات والمستلزمات الطبية «هولدي فارما» (تتبع وزارة قطاع الأعمال).
- العربية للصناعات الدوائية والمستحضرات الطبية «أكديما» (تتبع رئيس مجلس الوزراء).[37][38][39]

## أنشطة الوزارة
- أنشطة اعتماد المستشفيات والوحدات الصحية
- أنشطة التدريب والبحوث
- أنشطة الشؤون الوقائية والأمراض المتوطنة
- أنشطة الرعاية العلاجية
- أنشطة التثقيف الصحي
- أنشطة الإدارة المركزية للدعم الفني
- أنشطة الإدارة العامة للإعلام والتربية السكانية
- أنشطة الرقابة على الأغذية
- أنشطة ترصد الأمراض المعدية
- أنشطة الرقابة على الدواء
- أنشطة المعامل المركزية
- أنشطة الحجر الصحى بموانئ الجمهورية ومنافذها
- تطبيق أنظمة وفكر ومفهوم الجودة على وحدات الوزارة
- أنشطة الإدارة العامة لقطاع تنظيم الأسرة.[40]